# District de Saint-Affrique
Le district de Saint-Affrique est une ancienne division territoriale française du département de l'Aveyron de 1790 à 1795.
Il était composé des cantons de Saint Affrique, Belmont, Broquiés, Camarés, Cornus, Coupiac, Saint Félix de Sorgues, Saint Rome de Tarn et Saint Sernin.